# Neacanista tuberculipenne
Neacanista tuberculipenne là một loài bọ cánh cứng trong họ Cerambycidae.